# Inget Kan Bli Skönt Nog
Inget Kan Bli Skönt Nog är Ismens debutalbum, utgivet 2008 på Pumpa Records.

## Låtlista
1. Intro
2. Phuck U
3. Vita Stolen
4. Alla älskar en död man
5. Dr. Majk is back in town (med Bettan)
6. Ställ er upp (med Allaywan)
7. Jag ska (med Axel)
8. Freak (med Mofeta)
9. Inget kan bli skönt nog
10. Rökpaus
11. Beng som en snut (med Heli)
12. Visa hur du flowar (med Mofeta & Callecuttar)
13. Schyssta Bananer
14. Fet skit
15. Overkligheten (med Cleo)